# Helenoscoparia transversalis
Helenoscoparia transversalis là một loài bướm đêm trong họ Crambidae.